# Sitalá
Sitalá è un comune del Messico, situato nello stato di Chiapas.